# Live at Maximum Festival
Live at Maximum Festival is het achtste album van de band Fatso Jetson. Het is het tweede album met liveopnamen van de band.
Mario Lalli roept tijdens het liveoptreden de naam 'Gabriele'. Zij is een lid van de band Black Rainbows.

## Tracklist
| Nr. | Titel                    | Duur |
| --- | ------------------------ | ---- |
| 1   | Tutta Dorma              | ...  |
| 2   | Orgy Porgy               | ...  |
| 3   | Bored Stiff              | ...  |
| 4   | Flesh Trap Blues         | ...  |
| 5   | Nightmares Are Essential | ...  |
| 6   | Salt Chunk Mary          | ...  |
| 7   | Too Many Skulls          | ...  |
| 8   | Magma (Encore)           | ...  |

## Bandleden
- Mario Lalli - zang en gitaar
- Larry Lalli - basgitaar
- Dino von Lalli - gitaar
- Tony Tornay - drums